# Рабочий посёлок имени Степана Разина
И́мени Степа́на Ра́зина — рабочий посёлок в Лукояновском районе Нижегородской области России.

## География
Расположен посреди леса на реке Пандус в 18 км к юго-западу от Лукоянова и в 195 км к юго-востоку от Нижнего Новгорода.
В посёлке расположена ж.-д. станция Разинская, конечная на ветке от линии Арзамас — Саранск. По состоянию на 2021 год ж.-д. полностью демонтирована. Через посёлок проходит автодорога Лукоянов — Первомайск.

## История
Развитие посёлка связывают со строительством (с 1910 года) стекольного завода. Начало стройке положил Сергей Иванович Черемшанцев, купив у лесопромышленника Ивана Андреевича Карпова стоявший тогда на этом месте лесопильный завод. Местные природные богатства около бывшей лесопилки давали возможность организовать стекольное производство. 25 августа 1911 года завод был пущен.
Статус рабочий посёлок с 1942 года. В 1945—1957 — центр Разинского района.

## Население
| 2002  | 2008  | 2009  | 2010  | 2011  | 2012  | 2013  |
| ----- | ----- | ----- | ----- | ----- | ----- | ----- |
| 3177  | ↘2891 | ↘2865 | ↘2760 | ↗2762 | ↘2684 | ↘2580 |
| 2014  | 2015  | 2016  | 2017  | 2018  | 2019  | 2020  |
| ↘2532 | ↘2484 | ↘2454 | ↘2443 | ↘2415 | ↘2349 | ↘2289 |
| 2021  |       |       |       |       |       |       |
| ↘2140 |       |       |       |       |       |       |

## Экономика
В центре посёлка расположен стекольный завод имени Степана Разина, недавно реконструированный (выпускает стеклотару). С 2012 года завод закрыт из-за банкротства.

## Религия
В посёлке расположена действующая Церковь в честь Николая Чудотворца, при церкви существует воскресная школа.